# Juan Boscán
Juan Boscán Almogávar, ou Joan Boscà i Almogàver (Barcelona, 21 de Setembro de 1492 - Perpignan, 1542), foi um poeta e tradutor espanhol.
De familia nobre, recebeu excelente formação humanística e serviu na corte dos Reis Católicos e depois na do imperador Carlos I de Espanha. Foi preceptor do Duque de Alba. Casou com uma culta dama valenciana, doña Ana Girón Rebolledo. Viajou à Italia como embaixador e ali encontrou Garcilaso de la Vega, com quem fez amizade.
Boscán, que havia cultivado antes a poesia cortesã no estilo dos cancioneiros, após sua estada na Itália introduziu na poesia espanhola o verso endecassílabo, o soneto, a oitava real, o terceto encadeado, a canção estrófica e os endecassílabos brancos, além de motivos da poesia de Petrarca, influenciando Garcilaso de la Vega e Diego Hurtado de Mendoza. Seu poema Hero y Leandro foi o primeiro em espanhol que tratou de temas legendários e mitológicos clássicos. Sua Epistola a Mendoza introduziu na Espanha o modelo da epístola moral, imitando Horácio, onde expôs o ideal estoico. Traduziu Il Libro del cortegiano de Baldassare Castiglione e preparou edições de Garcilaso de la Vega.